# Inés Rosales
Inés Rosales es una empresa española de origen sevillano de repostería y dulces típicamente andaluces. Su principal producto son las tortas de aceite.

## Historia
La empresa fue fundada en 1910 por Inés Rosales Cabello, de Castilleja de la Cuesta, aunque actualmente se encuentra a las afueras de Huévar del Aljarafe. En un primer momento ella transportaba las tortas en cestas de mimbre, producidas por ella misma con su receta familiar, y las vendía en La Pañoleta, en Camas, en la comarca del Aljarafe sevillano, y en la sevillana estación de Plaza de Armas. Las tortas se popularizaron en España gracias al tránsito de los viajeros desde la estación de ferrocarril y la empresa creció y se estabilizó. Se constituyó como sociedad anónima en 1982.
La Fundación Inés Rosales realiza diversas actividades sociales, como el apoyo desde 2014 a la orquesta de mujeres "Almaclara".

## Características
Es productora, mayoritariamente, de tortas de aceite aunque también produce tortas de polvorones, tortitas con canela, cortadillos de cidra, pestiños de miel, pestiños de azúcar, roscos fritos, hojaldres y torrijas.
Es la principal productora de las tradicionales tortas de aceite. Existen otras dos fábricas de este producto, de las empresas Upita de los Reyes y Hermanos Prieto Gordillo, en Castilleja de la Cuesta.
Su principal destino exportador son los Estados Unidos. Las tortas son realizadas una por una a mano con aceite de oliva virgen extra.

## Reconocimientos

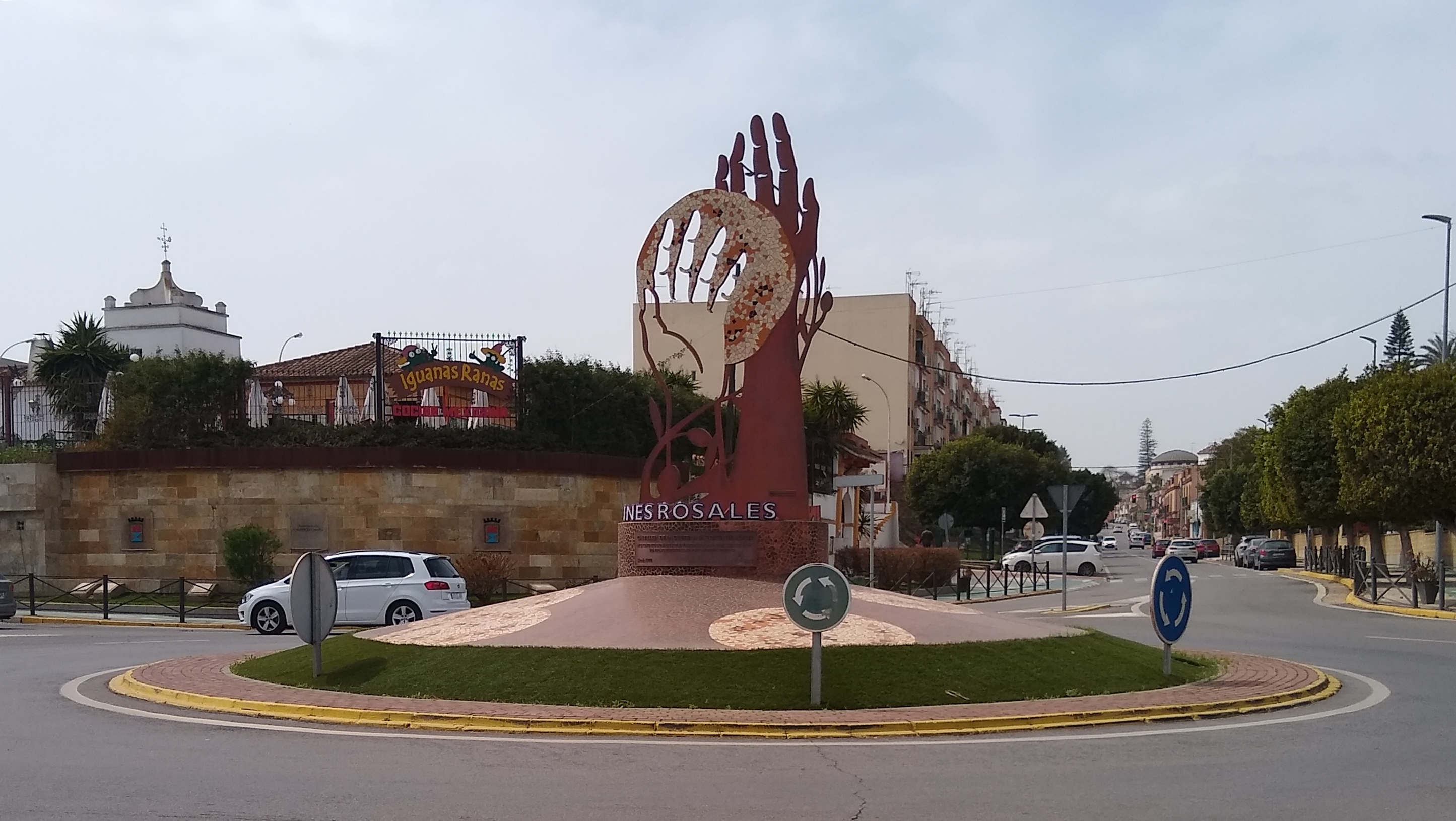
Monumento a Inés Rosales, obra de Antoni Gabarre González de 2011. Castilleja de la Cuesta.

Posee varios premios a nivel andaluz y en 2007 recibió el sello de Calidad Certificada de la Junta de Andalucía. La Diputación de Sevilla le entregó a la empresa en 2010 la Placa de Honor de la Provincia de Sevilla.
En 2013 la Comisión Europea les otorgó el sello de "Especialidad Tradicional Garantizada" a las tortas de aceite, definiéndolas como "dulce tradicional de Andalucía elaborado manualmente con aceite de oliva virgen extra".
En 2014 sus tortas recibieron el primer premio como producto gourmet, el Coq D'Or, entregado por la publicación francesa Le Guide des Gourmands.